# Leucoloma thraustum
Leucoloma thraustum är en bladmossart som beskrevs av Bescherelle 1880. Leucoloma thraustum ingår i släktet Leucoloma och familjen Dicranaceae. Inga underarter finns listade i Catalogue of Life.